# دپارتمان کیو (مجموعه تلویزیونی)
دپارتمان کیو یا ادارهٔ کیو یک مجموعه تلویزیونی بریتانیایی در ژانر معمایی و جنایی است که توسط اسکات فرانک و چاندنی لاکانی بر پایه مجموعه کتاب‌های یوسی آدلار-اولسن ساخته شده است. این مجموعه در تاریخ ۲۹ مه ۲۰۲۵ پخش شد.